# Канеллакис, Парис
Па́рис Хри́стос Канелла́кис (греч. Πάρις Χρήστος Κανελλάκης, англ. Paris Christos Kanellakis; 3 декабря 1953, Афины, Греция — 20 декабря 1995, близ Буги (Валье-дель-Каука), Колумбия) — греческий и американский учёный в области информатики.

## Биография

### Образование
Родился 3 декабря 1953 года в Афинах (Греция) в семье Элефтериоса и Аргирулы Канеллакисов. Отец Париса был генералом.
В 1976 году окончил Афинский национальный технический университет по специальности «электротехника». Научным руководителем дипломной работы Канеллакиса был Эммануил Протонотариос.
В 1978 году получил степень магистра естественных наук в области компьютерной инженерии, окончив Массачусетский технологический институт (MIT). Научными руководителями выступили Рон Ривест и Майкл Атанс, а также Христос Пападимитриу, будущий профессор Гарвардского университета.
В 1982 году получил степень доктора философии, защитив диссертацию, подготовленную под руководством Христоса Пападимитриу, который в то время уже работал в MIT.

### Карьера

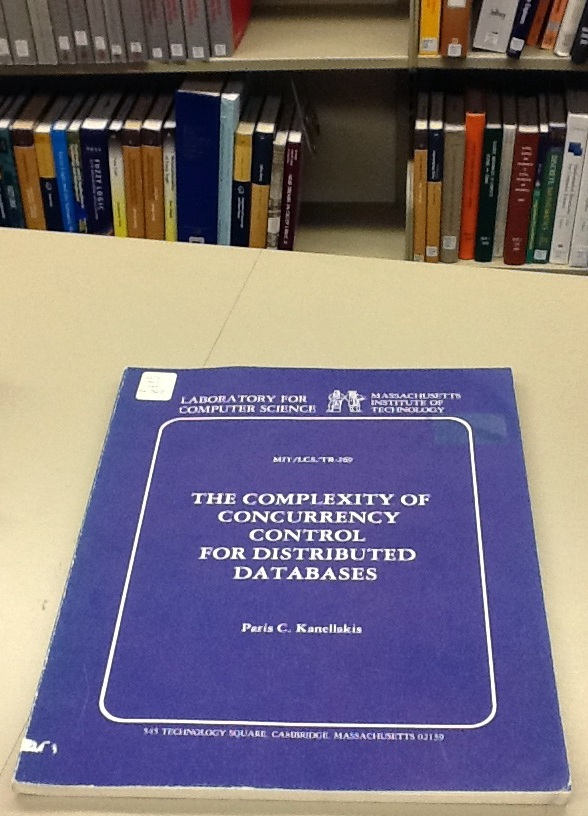
Копия докторской диссертации Париса Канеллакиса в MIT

В 1981 году начал работать на факультете информатики Брауновского университета в должности ассистент-профессора, позже став ассоциированным профессором (1986), а затем профессором (1990).
В 1984 году на время прервал своё пребывание в Брауновском университете и занял должность приглашённого ассистент-профессора в Лаборатории информатики и искусственного интеллекта MIT (CSAIL), где работал с Нэнси Линч.
В 1988 году получил гражданство США. В этом же году проводил исследования в Национальном институте исследований в области информатики и автоматики (INRIA) во Франции, где сотрудничал с Сержем Абитбулем.
В 1982—1991 годах несколько раз работал в Исследовательском центре IBM имени Томаса Дж. Уотсона.

### Смерть
Парис Канеллакис погиб 20 декабря 1995 года вместе со своей женой Марией Терезой Отоя и их двумя детьми, дочерью Александрой и сыном Стефаносом, в авиационной катастрофе под Кали (Колумбия), когда они направлялись из Калифорнии на ежегодную рождественскую праздничную встречу с семьёй его супруги.

## Научно-исследовательская и академическая деятельность
Научный вклад Париса Канеллакиса лежит в таких областях науки как теория баз данных, включая дедуктивные базы данных, объектно-ориентированные базы данных и базы данных с ограничениями, а также отказоустойчивые распределённые вычисления и теория типов.
Работая в Брауновском университете, был супервайзером семерых соискателей степени доктора философии, а также одного в MIT (Козмадакис, 1985).
Состоял в программных комитетах многочисленных различных международных встреч, в том числе симпозиума по принципам систем баз данных (PODS), конференции по сверхбольшим базам данных (VLDB), симпозиума по логике в информатике (LICS), симпозиума по теории вычислений (STOC), симпозиума по основам информатики (FOCS), симпозиума по теоретическим аспектам информатики (STACS) и симпозиума по принципам распределённых вычислений (PODC).
Являлся редактором-консультантом научных журналов «Information and Computation», «SIAM Journal on Computing», «Theoretical Computer Science», «ACM Transactions on Database Systems», «The Journal of Logic Programming», «Chicago Journal of Theoretical Computer Science» и «Applied Mathematics Letters», а также (на начальных этапах выпуска) «Constraints».
В соавторстве с Алексом Шварцманом писал монографию «Fault-Tolerant Parallel Computation». На момент смерти Канеллакиса книга оставалась незавершённой.

## Память

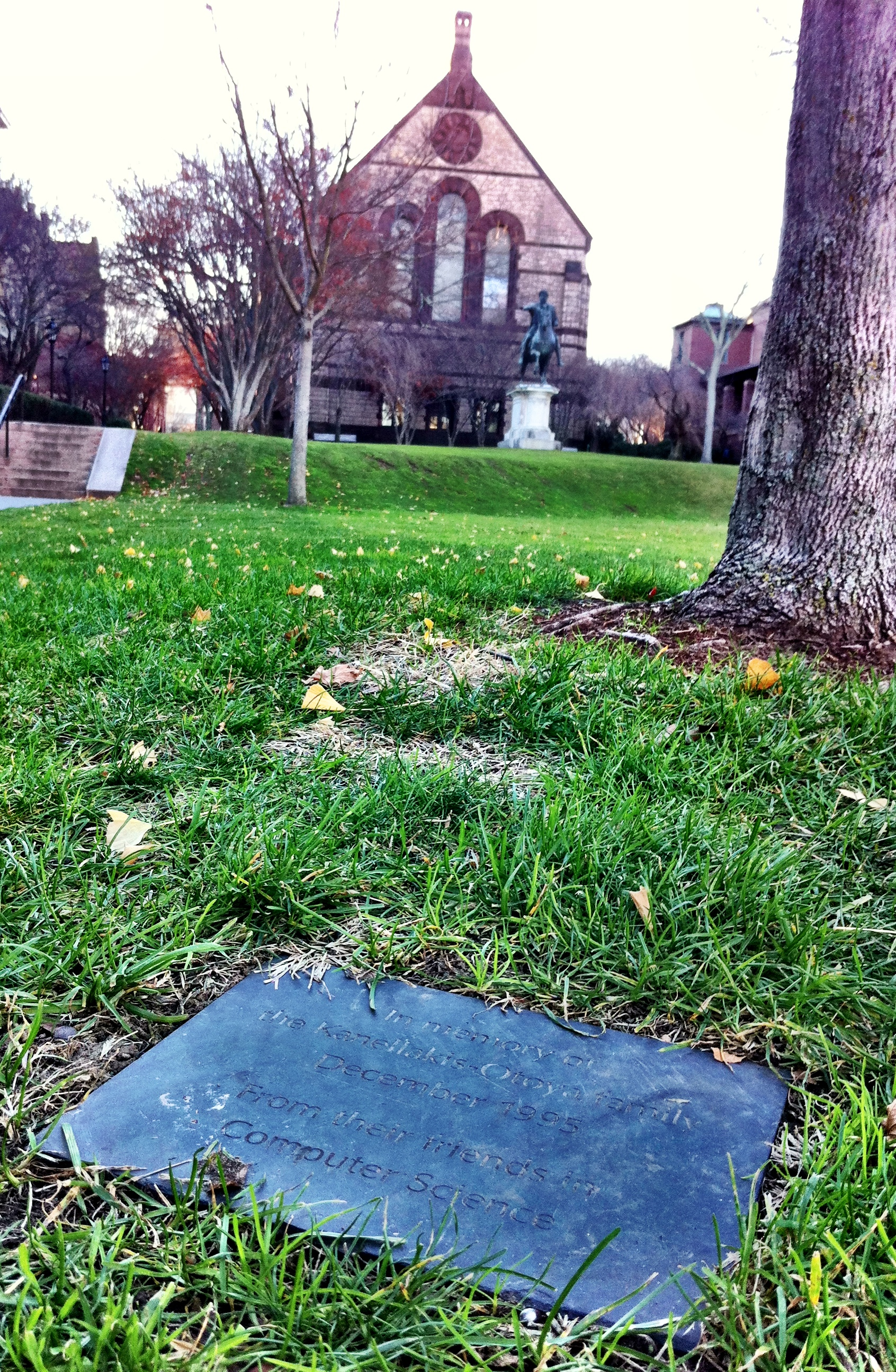
Мемориальная доска Канеллакису перед памятным деревом в Брауновском университете. Надпись гласит: «В память о семье Канеллакиса-Отоя / Декабрь 1995 / от их друзей с [факультета] информатики»

### Награды
В 1996 году Ассоциация вычислительной техники учредила Премию Париса Канеллакиса за теоретические и практические достижения, которая вручается каждый год за «особые теоретические достижения, которые оказали значительное и очевидное влияние на практическое развитие информационных технологий». Среди её лауреатов Леонард Адлеман, Уитфилд Диффи, Мартин Хеллман, Ральф Меркл, Рон Ривест, Ади Шамир, Владимир Вапник и многие другие.
В трёх организациях, где учился и работал Парис Канеллакис (Брауновский университет, MIT и Политехнион), на пожертвования его родителей в память о нём были учреждены три программы стипендий и один приз:
1. С 1997 года факультет информатики Брауновского университета ежегодно предоставляет две Стипендии Париса Канеллакиса (англ. Paris Kanellakis Fellowships), каждая из которых действует на протяжении одного года. Её удостаиваются преимущественно студенты-постдипломнки из Греции[14][15][16]. Среди обладателей стипендии Христос Аманатидис, Арис Анагностопулос[17], Александру Балан, Фотини Балдимци, Гленкора Л. Боррадейл, Костас Буш, Еша Гош, Арджун Гуха, Сердар Кадиоглу, Эвгениос Корнаропулос, Иоаннис (Яннис) Вергадос[14][18] и многие другие.
2. С 1999 года факультет электротехники и информатики MIT ежегодно предоставляет одну Стипендию Париса Канеллакиса (англ. Paris Kanellakis Fellowship), рассчитанную на один год. Её удостаиваются студенты-постдипломнки греческого (в том числе греко-американского) происхождения[19][20]. Среди её обладателей Манолис Келлис, Николаос Андрикояннопулос, Йоргос Ангелопулос, Христос Марио Христудиас, Апостолос Фертис, Василиос-Мариос Горцас, Лия Веру и другие.
3. С 2000 года Афинский национальный технический университет ежегодно вручает Приз Париса Канеллакиса (англ. Paris Kanellakis Prize) студентам факультета электротехники и компьютерной инженерии с наивысшим средним баллом успеваемости (GPA) по всем учебным курсам 3-го и 4-го лет обучения в области информационных технологий. Среди обладателей приза Георгиос Асименос, Константинос Даскалакис[21], Теодорос Касабалис, Ясонас Коккинос, Харис Волос и другие.

### Мероприятия
В 1996 году факультет информатики Брауновского университета объявил о проведении своего симпозиума «17th Industrial Partners Program» в честь исследовательской карьеры Париса Канеллакиса и пригласил для прочтения лекций некоторых из его соавторов. Программы встреч, проведение которых было запланированно на 1996 и 1997 годы, и в некоторых из которых, как ожидалось, должен был принять участие Канеллакис, были изменены и/или посвятили свои работы его памяти.
В 2001 году факультет информатики Брауновского университета открыл ежегодную лекцию, посвящённую памяти Париса Канеллакиса (англ. Paris Kanellakis Memorial Lecture), которая обычно проводится в конце осеннего семестра, часто с участием бывших соавторов и коллег Канеллакиса. В прошлые годы среди докладчиков были Арвинд Митал, Синтия Дуорк, Анна Карлин, Ричард Карп, Христос Пападимитриу, Михаэль Рабин, Моше Варди, Михалис Яннакакис, Эндрю Яо и другие.
В 2002 году в память о Канеллакисе был проведён Греческий симпозиум по управлению данными.
В 2003 году была организована встреча под названием «Principles of Computing & Knowledge: Paris C. Kanellakis Memorial Workshop», приуроченная к 50-летию учёного.

### Другое
После смерти Канеллакиса некоторые научные журналы опубликовали его специальные некрологи и/или посвятили свои выпуски памяти учёного. Отдельные авторы посвятили Канеллакису свои докторские диссертации и статьи.
В 1996 году, в память о Канеллакисе и его семье, на территории Линкольн-Филд Брауновского университета был посажен остролистный клён. В следующем году факультет информатики переименовал свою библиотеку в его честь. Скульптура «Horizon» работы известного греческого физика Костаса Вароцоса, заказанная родителями Канеллакиса в память об их сыне и его семье, была установлена недалеко от Лиа в Коринфии (Пелопоннес, Греция) на находящейся в их собственности территории, которая была передана в дар международной благотворительной организации «SOS-Детские деревни».